# Bromtrimethylsilan
Bromtrimethylsilan ist eine chemische Verbindung aus der Gruppe der Silane.

## Gewinnung und Darstellung
Bromtrimethylsilan wird im Labormaßstab aus Trimethylsilyl-4-brom-2-alkenoaten in nahezu quantitativer Ausbeute hergestellt. Die Verbindung kann auch durch Reaktion von Trimethylsilylchlorid mit Magnesiumbromid oder andere Verfahren dargestellt werden.

## Eigenschaften
Bromtrimethylsilan ist eine farblose bis hellgelbe Flüssigkeit.

## Verwendung
Bromtrimethylsilan wird als mildes und selektives Reagenz zur Spaltung von Lactonen, Epoxiden, Acetalen, Phosphonatestern und bestimmten Ethern eingesetzt. Darüber hinaus wird es als Bromierungsmittel und effektives Reagenz für die Bildung von Silylenolethern verwendet.